# Prezydenci Wysp Świętego Tomasza i Książęcej
| Osoba | Osoba   | Osoba                                  | Kadencja            | Kadencja            | Partia polityczna |
| #     | Portret | Imię i Nazwisko                        | Od                  | Do                  | Partia polityczna |
| ----- | ------- | -------------------------------------- | ------------------- | ------------------- | ----------------- |
| 1     |         | Manuel Pinto da Costa (1937–)          | 12 lipca 1975       | 4 marca 1991        | MLSTP/PSD         |
| —     |         | Leonel Mário d’Alva (1935–) tymczasowo | 4 marca 1991        | 3 kwietnia 1991     | MLSTP/PSD         |
| 2     |         | Miguel Trovoada (1936–)                | 3 kwietnia 1991     | 15 sierpnia 1995    | bezpartyjny / ADI |
| —     |         | Manuel Quintas de Almeida (1957–2006)  | 15 sierpnia 1995    | 21 sierpnia 1995    | wojskowy          |
| (2)   |         | Miguel Trovoada (1936–)                | 21 sierpnia 1995    | 3 września 2001     | ADI               |
| 3     |         | Fradique de Menezes (1942–)            | 3 września 2001     | 16 lipca 2003       | MDFM – PL         |
| —     |         | Fernando Pereira (1963–)               | 16 lipca 2003       | 23 lipca 2003       | wojskowy          |
| (3)   |         | Fradique de Menezes (1942–)            | 23 lipca 2003       | 3 września 2011     | MDFM – PL         |
| (1)   |         | Manuel Pinto da Costa (1937–)          | 3 września 2011     | 3 września 2016     | bezpartyjny       |
| 4     |         | Evaristo Carvalho (1941–2022)          | 3 września 2016     | 2 października 2021 | ADI               |
| 5     |         | Carlos Vila Nova (1959–)               | 2 października 2021 | nadal               | ADI               |